# Mönchstraße 49 a (Stralsund)
Das Gebäude Mönchstraße 49 a in Stralsund ist ein denkmalgeschütztes Bauwerk in der Mönchstraße.

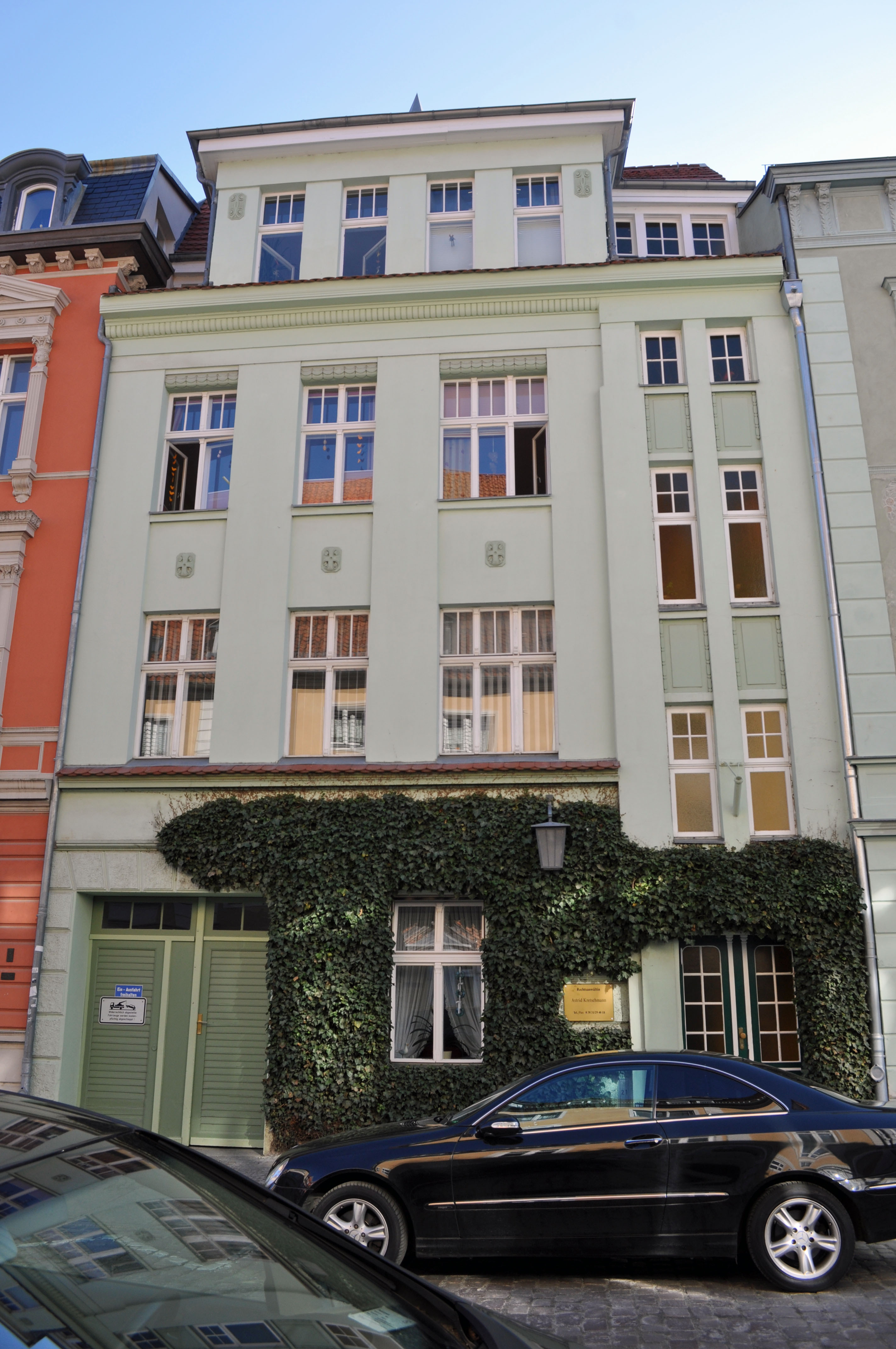
Haus Mönchstraße 49 a in Stralsund (2012)

Das dreigeschossige, vierachsige Traufenhaus wurde im Jahr 1914 durch Umbau des Vorgängerbaus errichtet. Die rechte, südliche Achse mit dem Treppenhaus ist leicht vorgezogen. Eine breite Toreinfahrt prägt das Erdgeschoss. Die Fassade ist im Erdgeschoss rustifiziert, die oberen Geschosse sind durch Lisene gegliedert. Ein breites Zwerchhaus krönt das Gebäude.
Das Haus im Kerngebiet des von der UNESCO als Weltkulturerbe anerkannten Stadtgebietes des Kulturgutes „Historische Altstädte Stralsund und Wismar“ ist in die Liste der Baudenkmale in Stralsund eingetragen.